# Opistocystidae
Opistocystidae ist der Name einer Familie im Süßwasser lebender Wenigborster (Oligochaeta) in der Ringelwurm-Klasse der Gürtelwürmer (Clitellata), die in Südamerika, Nordamerika und Afrika verbreitet sind.

## Merkmale
Die Opistocystidae sind klein und fallen durch einen Rüssel am Vorderende und drei verschieden lange bewimperte Fortsätze an ihrem Körperende auf. Der Körper der Opistocystidae trägt vier Reihen von Borsten, am Bauch in Bündeln mit mehreren gegabelten Borsten und am Rücken in Bündeln mit mehreren haarigen Borsten mit einfacher Spitze.
Bei den Ringelwürmern der Gattung Opistocysta sitzen die Gonaden weiter hinten als bei den meisten anderen Oligochaeta. Sie sind plesiopor, d. h. von den beiden Spermientrichtern im hodentragenden Segment führen die beiden Spermienleiter zu den beiden männlichen Atrien im darauffolgenden Segment, wo sie über das Paar der männlichen Geschlechtsöffnungen nach außen münden. Die in Südamerika und Afrika lebende Opistocysta funiculus hat ein Paar Hoden im 21. Segment und ein Paar Eierstöcke im 22. Segment sowie paarige Receptacula seminis, die im 23. Segment nach außen münden. Das Paar der männlichen Geschlechtsöffnungen befindet sich im 22. Segment, das Paar der weiblichen Geschlechtsöffnungen in der Furche zwischen dem 22. und 23. Segment. Die Spermienbläschen erstrecken sich vom 21. bis zum 22., die Eisäcke vom 22. zum 26. Segment. Bei Opistocysta corderoi sind die Geschlechtsorgane ähnlich gestaltet, aber weiter vorn mit den Hoden im 14. oder 15. Segment und den Eierstöcken eins dahinter, wo auch das Clitellum beginnt. Die Tiere können sich ungeschlechtlich durch Architomie vermehren.

## Verbreitung, Lebensraum und Lebensweise
Die Opistocystidae sind in Südamerika, Nordamerika und Afrika verbreitet. Sie sind Süßwasserbewohner, deren Ernährungsverhalten kaum bekannt ist.

## Systematik
Die Stellung der Opistocystidae im System war lange Zeit unklar, oft wurden sie einer unklar definierten Gruppe der „Archioligochaeta“ zugeordnet. Später wurden sie einer heute aufgegebenen Überfamilie Tubificoidea zugeordnet. Eine phylogenomische Analyse durch Christer Erséus und Kollegen 2010 ergab ein Schwestergruppenverhältnis der (einzig getesteten) Gattung Trieminentia mit der Gattung Pristina und damit eine Stellung innerhalb der Naididae. 
Frühere Untersuchungen hatten schon ergeben, dass die Familie Naididae in die früher unterschiedene Familie Tubificidae eingeschachtelt ist, so dass beide nicht in alter Form als Taxa im Familienrang aufrechtzuerhalten wären. Daraus haben zahlreiche Autoren die Folgerung gezogen, alle diese früheren Familien in einer einzigen zu vereinen, die aus nomenklatorischen Gründen (der älteste Name) den Namen Naididae erhalten muss. Andere Autoren haben alternativ ein System von vier Familien vorgeschlagen, indem sie für Pristina eine eigene Familie Pristinidae bilden. Dann kann die Familie Opistocystidae, als Schwestergruppe der Pristinidae, beibehalten werden. Überwiegend wird die Gruppe allerdings der erweiterten Familie der Naididae zugeordnet. Sie würde dann, als Opistocystinae, im Rang einer Unterfamilie geführt.
Die Opistocystidae umfassen 3 Gattungen mit 5 oder 6 Arten:
- Opistocysta Černosvitov, 1936
  - Opistocysta flagellum (Leidy, 1880) (New Jersey, Pennsylvania; unklare Erstbeschreibung, unklarer Status)
  - Opistocysta funiculus (Cordero, 1948)
  - Opistocysta juberthiei Notea, 1983
  - Opistocysta serrata Harman, 1970
- Crustipellis Harman & Loden, 1978
  - Crustipellis tribranchiata (Harman, 1970) (Louisiana, Mississippi, Florida, North Carolina)
- Trieminentia Harman & Loden, 1978
  - Trieminentia corderoi (Harman, 1970)